# Sandrine Lefèvre
Sandrine Lefèvre (* 4. Dezember 1972) ist eine französische Badmintonspielerin. 

## Karriere
Sandrine Lefèvre gewann 1992 ihren ersten nationalen Titel in Frankreich. Fünf weitere folgten bis 1998. 1996 siegte sie bei den Spanish International und den Slovenian International.

## Sportliche Erfolge
| Saison    | Veranstaltung                                   | Disziplin   | Platz | Name                                 |
| --------- | ----------------------------------------------- | ----------- | ----- | ------------------------------------ |
| 1988/1989 | Französische Nachwuchsmeisterschaft (Cadets)    | Mixed       | 1     | Pascal Robinson / Sandrine Lefèvre   |
| 1988/1989 | Französische Nachwuchsmeisterschaft (Cadets)    | Dameneinzel | 1     | Sandrine Lefèvre                     |
| 1988/1989 | Französische Nachwuchsmeisterschaft (Cadets)    | Damendoppel | 1     | Sandrine Lefèvre / Claire Decoupigny |
| 1989/1990 | Französische Juniorenmeisterschaft              | Dameneinzel | 1     | Sandrine Lefèvre                     |
| 1990/1991 | Französische Juniorenmeisterschaft              | Dameneinzel | 1     | Sandrine Lefèvre                     |
| 1991/1992 | Französische Meisterschaft                      | Damendoppel | 1     | Sandrine Lefèvre / Elodie Mansuy     |
| 1992/1993 | Französische Meisterschaft                      | Damendoppel | 1     | Sandrine Lefèvre / Elodie Mansuy     |
| 1995/1996 | Französische Meisterschaft                      | Damendoppel | 1     | Sandrine Lefèvre / Virginie Delvingt |
| 1995/1996 | Französische Hochschulmeisterschaft             | Mixed       | 1     | Sydney Lengagne / Sandrine Lefèvre   |
| 1995/1996 | Französische Hochschulmeisterschaft             | Dameneinzel | 1     | Sandrine Lefèvre                     |
| 1996      | Spanish International                           | Damendoppel | 1     | Sandra Dimbour / Sandrine Lefèvre    |
| 1996      | Spanish International                           | Mixed       | 1     | Manuel Dubrulle / Sandrine Lefèvre   |
| 1996      | Slovenian International                         | Mixed       | 1     | Manuel Dubrulle / Sandrine Lefèvre   |
| 1996/1997 | Französische Meisterschaft                      | Mixed       | 1     | Manuel Dubrulle / Sandrine Lefèvre   |
| 1997/1998 | Französische Meisterschaft                      | Mixed       | 1     | Sydney Lengagne / Sandrine Lefèvre   |
| 1997/1998 | Französische Hochschulmeisterschaft             | Dameneinzel | 1     | Sandrine Lefèvre                     |
| 1997/1998 | Französische Meisterschaft                      | Damendoppel | 1     | Sandra Dimbour / Sandrine Lefèvre    |
| 2007/2008 | Französische Seniorenmeisterschaft (Vétérans I) | Damendoppel | 1     | Sandrine Lefèvre / Elodie Mansuy     |
| 2007/2008 | Französische Seniorenmeisterschaft (Vétérans I) | Dameneinzel | 1     | Sandrine Lefèvre                     |